# André Schollbach

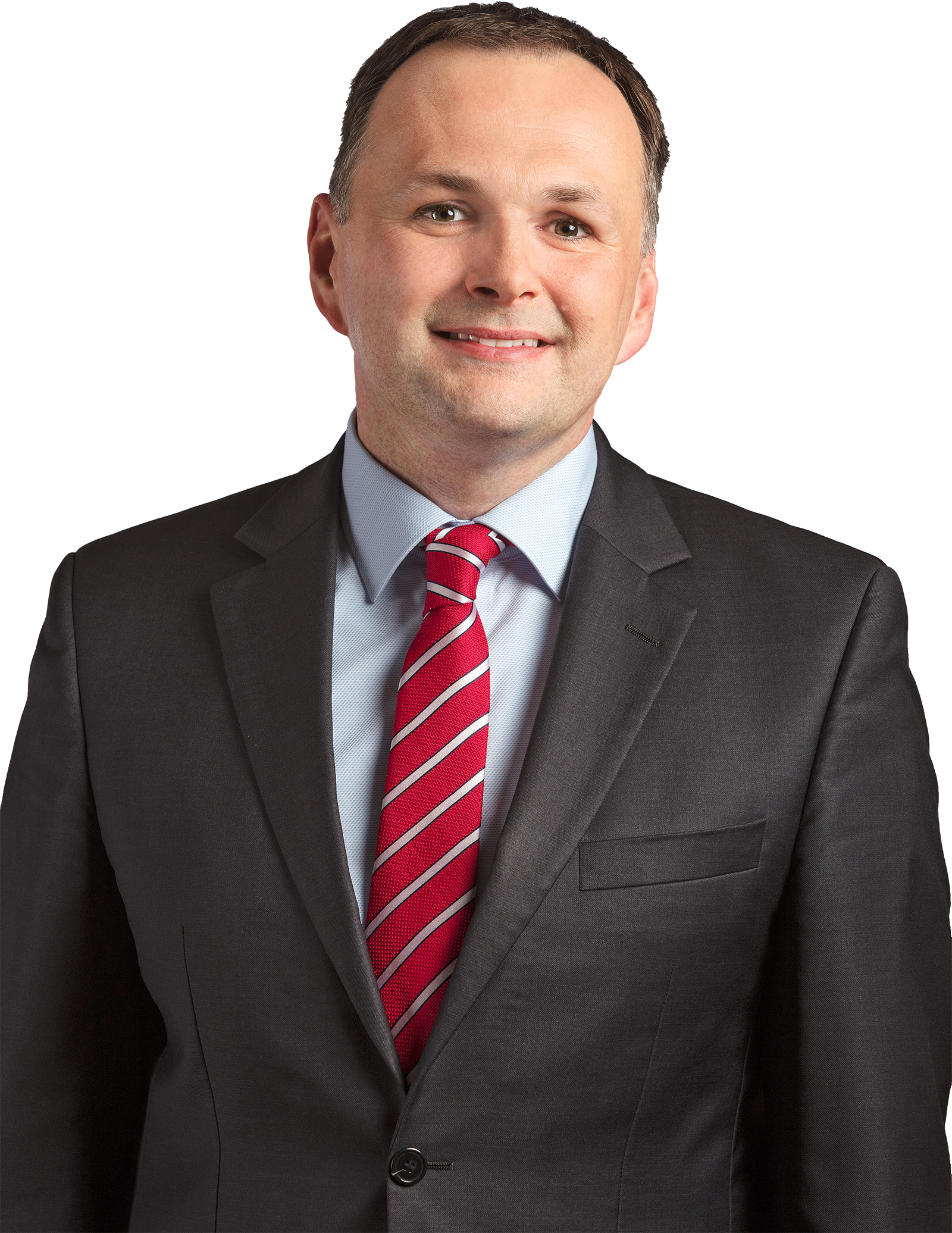
André Schollbach

André Schollbach (* 5. Oktober 1978 in Meißen) ist ein deutscher Rechtsanwalt und Politiker (Die Linke). Er gehörte von 2014 bis 2019 dem Sächsischen Landtag an. Erstmals 1999 in den Dresdner Stadtrat gewählt, ist er seit 2007 Fraktionsvorsitzender der Fraktion Die Linke.

## Ausbildung, Beruf und Familie
André Schollbach legte 1997 das Abitur ab. Er studierte Rechtswissenschaften an der Juristischen Fakultät der Technischen Universität Dresden und schloss das Studium im Jahr 2007 mit dem Ersten Juristischen Staatsexamen ab. Im Jahr 2008 absolvierte er zudem ein verwaltungswissenschaftliches Ergänzungsstudium an der Deutschen Hochschule für Verwaltungswissenschaften Speyer. Sein Rechtsreferendariat am Landgericht Dresden schloss er im Jahr 2009 mit dem Zweiten Juristischen Staatsexamen ab. Seit 2010 ist er als Rechtsanwalt tätig. Er übernimmt hauptsächlich Mandate als Strafverteidiger, außerdem im Kommunalrecht und Landesverfassungsrecht (Organstreitverfahren).
Schollbach lebt in Dresden und hat zwei Kinder.

## Politik
André Schollbach engagierte sich bereits in jungen Jahren politisch, so trat er 1995 in die Partei des Demokratischen Sozialismus (PDS) ein (seit 2007: DIE LINKE).
Stadtrat
In der aktuellen Wahlperiode des Dresdner Stadtrats ist er Mitglied in den folgenden Ausschüssen: Allgemeine Verwaltung, Wirtschaftsförderung, Stadtentwicklung, Bau, Verkehr und Liegenschaften sowie im Ältestenrat. Schollbach ist Stadtrat für den Wahlkreis 10 (Cotta, Löbtau, Naußlitz, Friedrichstadt). 2012 war er Mitinitiator des „Bürgerbegehrens für den Erhalt der städtischen Krankenhäuser“, wodurch die Privatisierung der städtischen Kliniken Friedrichstadt und Neustadt verhindert werden konnten, und 2013 Mitinitiator des „Bürgerbegehrens für kommunale Wohnungen“. Im Dresdner Stadtrat setzt sich Schollbach besonders für bezahlbares Wohnen und den sozialen Wohnungsbau ein. Er wirkte maßgeblich an dem Beschluss des Stadtrates zur Gründung der städtischen Wohnungsbaugesellschaft „Wohnen in Dresden“ mit.
Landtag
Bei der Landtagswahl in Sachsen 2014 erhielt er über die Landesliste seiner Partei ein Mandat. Er gehörte dem Sächsischen Landtag bis zum Ende der Wahlperiode im Jahr 2019 an. Während dieser Zeit war er unter anderem Mitglied im Verfassungs- und Rechtsausschuss sowie im Innenausschuss. Er unterstützte beispielsweise den früheren Renteneintritt sächsischer Bergleute sowie die Absenkung der Quoren für Volksbegehren oder das Gesetz zur Förderung des Klimaschutzes in Sachsen. Bei der Landtagswahl 2019 kam Schollbach im Wahlkreis Dresden 5 mit 18,7 Prozent der Erststimmen auf den dritten Platz. Da er auf Platz 18 der Landesliste stand, die Linke aber auf 14 Sitze zurückfiel, schied er aus dem Landtag aus.
Kandidatur zum Dresdner Oberbürgermeister
Am 5. Februar 2022 wurde Schollbach als Kandidat der Partei Die Linke für die Oberbürgermeisterwahl 2022 in Dresden nominiert. Der Kampf für mehr soziale Gerechtigkeit bewirke auch mehr inneren Frieden, so Schollbach. Im ersten Wahlgang erreichte Schollbach mit einem Ergebnis von 10,3 Prozent den fünften Platz.
Friedensinitiative
Im April 2023 war Schollbach Mitinitiator der Mitgliederinitiative "Humanistische Friedensbündnisse aktiv unterstützen: Nie wieder Krieg! Nie wieder Faschismus!" innerhalb der Partei Die Linke.